# O Cravo e a Rosa
O Cravo e a Rosa (in italiano "Il Garofano e la Rosa") è una telenovela brasiliana trasmessa e prodotta da TV Globo. È stata trasmessa come telenovela delle sei, un tipo di telenovela avente una trama semplice ambientata nel passato, dall'26 giugno 2000 al 10 marzo 2001, e replicata nel 2003 e nel 2013.

## Cast
| Attore/Attrice          | Personaggio                        |
| ----------------------- | ---------------------------------- |
| Adriana Esteves         | Catarina Batista                   |
| Eduardo Moscovis        | Julião Petruchio                   |
| Drica Moraes            | Marcela Almeida / Muriel           |
| Leandra Leal            | Bianca Batista                     |
| Ângelo Antônio          | Prof. Edmundo das Neves            |
| Luís Mello              | Nicanor Batista / Manoel           |
| Maria Padilha           | Dinorá de Moura Valente            |
| Ney Latorraca           | Cornélio Valente                   |
| Tássia Camargo          | Joana                              |
| Rodrigo Faro            | Heitor Lacerda de Moura            |
| Eva Todor               | Josefa Lacerda de Moura / Desirée  |
| Carlos Vereza           | Joaquim Almeida                    |
| Taumaturgo Ferreira     | Januário dos Santos                |
| Vanessa Gerbelli        | Lindinha                           |
| Pedro Paulo Rangel      | Calixto                            |
| Suely Franco            | Mimosa                             |
| Murilo Rosa             | Celso de Luca                      |
| Ana Lúcia Torre         | Leonor Fernandes (Neca)            |
| João Vitti              | Jornalista Serafim Amaral Tourinho |
| Carlos Evelyn           | Fábio Moreira (Mudinho)            |
| Bia Nunnes              | Dalva Lacerda Pinto                |
| Miriam Freeland         | Cândida Lacerda (Candoca)          |
| Carla Daniel            | Lourdes de Castro                  |
| Virgínia Cavendish      | Bárbara Maciel                     |
| Rejane Arruda           | Kiki Duprèe                        |
| Déo Garcez              | Ezequiel                           |
| Matheus Petinatti       | Teodoro                            |
| Bernadeth Lyzio         | Berenice                           |
| Luiz Antônio            | Buscapé                            |
| Taís Müller             | Fátima                             |
| João Capelli            | Jorginho                           |
| Júlio Levy              | Cosme                              |
| Paulo Hesse             | delegado Sansão Farias             |
| Sérgio Módena           | Ignácio                            |
| Gláucio Gomes           | gerente do hotel                   |
| Roney Villela           | Jack                               |
| Jamaica Magalhães       | Benedita                           |
| Rosane Corrêa           | Etelvina                           |
| Cláudio Corrêa e Castro | Normando Castor                    |
| Lúcia Alves             | Dra. Hildegard                     |
| Isaac Bardavid          | Felisberto                         |
| Nelson Xavier           | Dr. Caio                           |
| Nizo Neto               | François                           |
| Alexandre Barillari     | Manoel                             |

## Diffusione
- Brasile - Rede Globo (2000-2001)
- Argentina - Canal 9
- Cile - Canal 13
- Ecuador - Ecuavisa
- Nicaragua - Televicentro
- Perù - Panamericana Televisión
- Stati Uniti - Telemundo
- Venezuela - Televen